# Relacions entre Angola i el Vietnam
Les relacions entre Angola i el Vietnam es refereix a les relacions bilaterals històriques i actuals entre l'República d'Angola i el Vietnam. Ambdós estats van establir relacions l'agost de 1971, quatre anys abans que Angola obtingués la independència, quan el futur president d'Angola Agostinho Neto va visitar el Vietnam. Angola i el Vietnam han estat socis ferms i ambdós van fer la transició després de la Guerra Freda i la caiguda de la Unió Soviètica de la política exterior d'internacionalisme proletari a un pragmatisme pro-occidental.

## Primers lligams
En febrer de 1974 el Front Nacional d'Alliberament del Vietnam (FNAV) va elogiar l'atac a Cassanje de 1961, la primera batalla de la Guerra de la Independència d'Angola. En gener de 1975 Nguyễn Hữu Thọ, líder del FNAV, va donar les eves "més càlides salutacions" als líders del Moviment Popular per a l'Alliberament d'Angola (MPLA) Front Nacional d'Alliberament d'Angola (FNLA) i Unió Nacional per a la Independència total d'Angola (UNITA)) Després de la signatura del tractat d'Alvor. A finals d'octubre, Nhân Dân, diari oficial del Partit Comunista del Vietnam, va donar suport efectiu al MPLA, condemnant les "Forces imperialistes i racistes sud-africanes". El Primer Ministre del Vietnam Pham Van Đồng va reconèixer la "República Popular d'Angola" el 12 de novembre, el dia després que el president Neto va declarar la independència.

## Guerra del Vietnam
La guerra del Vietnam va temperar la participació estrangera en la guerra civil d'Angola perquè ni la Unió Soviètica ni els Estats Units volien ser arrossegats a un conflicte intern d'una importància molt discutible en termes de guanyar la Guerra Freda. El periodista de CBS News Walter Cronkite va difondre aquest missatge en les seves transmissions per "intentar jugar la nostra petita participació en la prevenció d'aquest error aquesta vegada." El Politburó va engegar un acalorat debat sobre la mesura en què la Unió Soviètica havia de continuar donant suport l'ofensiva del MPLA al febrer de 1976. El canceller Andrei Gromiko i el premier Aleksei Kosiguin lideraven la facció que afavoria menys suport al MPLA i posava èmfasi en preservar la distensió amb Occident. Leonid Brezhnev, el llavors cap de la Unió Soviètica, va guanyar contra la facció dissident i l'aliança soviètica amb el MPLA va continuar fins i tot mentre Neto va reafirmar públicamenta la seva política de no alineació en el 15è aniversari de la Primera Revolta.

## Xina i Rússia
El suport continu d'Angola als comunistes vietnamites en vista de l'oposició estrangera va perjudicar les seves relacions amb la República Popular de la Xina i la Unió Soviètica. Agostinho Neto, President d'Angola el 1975-1979, va condemnar la invasió xinesa del Vietnam al febrer de 1979. Neto, malfiant de la direcció soviètica després d'un atemptat contra la seva vida, es va reunir amb el líder de Cuba Fidel Castro a l'Havana quan va anomenar Angola, Cuba i el Vietnam el "principal nucli antiimperialista" el juliol de 1976.

## Visites i tractats
El president José Eduardo dos Santos va visitar el Vietnam l'abril de 1987, el secretari d'estat Paulo Jorge el va visitar en 1979, el ministre d'afers exteriors João Bernardo de Miranda els va visitar el maig de 2004, i el president de l'Assemblea nacional Roberto de Almeida va visitar el Vietnam l'octubre de 2004. El vicepresident del Consell de l'Estat vietnamita Nguyễn Hữu Thọ va visitar Angola l'octubre de 1978, el vicepresident del Consell General Ministerial Võ Nguyên Giáp en desembre de 1980, el ministre d'afers exteriors Nguyễn Mạnh Cầm en març de 1995, i el president de l'estat Trần Đức Lương en octubre de 2002. El MPLA i el Partit Comunista Vietnamita signaren un acord de cooperació el maig de 1983, un acord comercial el maig de 1978 i diversos acords econòmics en 1979, 1984, 1995, 1996, 2002, i 2004.